# Pico Electric
El pico Electric es la montaña más alta de la cordillera Gallatin, situada al suroeste del estado de Montana (Estados Unidos). El pico Electric está situado cerca de la frontera entre Montana y Wyoming y alcanza una altitud de 3.343 m., siendo así una de las montañas más altas del estado de Montana. El pico es también uno de los más altos dentro del Parque nacional de Yellowstone.
El pico Electric fue nombrado por los miembros del Servicio Geológico de Estados Unidos que realizaron la primera ascensión en 1872. Los miembro de la expedición, liderada por Henry Gannett, sufrieron descargas eléctricas en las manos después de que un rayo impactara en la cima de la montaña.